# Эль-Ибрахимия
Эль-Ибрахимия (араб. الإبراهيمية‎) — город на севере Египта, расположенный на территории мухафазы Шаркия.

## Географическое положение
Город находится на западе мухафазы, в восточной части дельты Нила, к западу от канала Бахр-Мувейс, на расстоянии приблизительно 13 километров к северо-северо-востоку (NNE) от Эз-Заказика, административного центра провинции. Абсолютная высота — 23 метра над уровнем моря.

## Демография
По данным переписи 2006 года численность населения Эль-Ибрахимии составляла 32 167 человек.
Динамика численности населения города по годам:
| 1996   | 2006   | 2018   |
| ------ | ------ | ------ |
| 29 085 | 32 167 | 49 596 |

## Транспорт
Ближайший гражданский аэропорт — Международный аэропорт Каира.